# Caralinda fabalecta
Caralinda fabalecta är en mångfotingart som beskrevs av Shelley 2000. Caralinda fabalecta ingår i släktet Caralinda och familjen Xystodesmidae. Inga underarter finns listade i Catalogue of Life.